# Tracy Middendorf
Tracy Lynn Middendorf (* 26. leden 1970, Miami, USA) je americká herečka.

## Počátky
Narodila se v Miami a vystudovala Pickens High School v Jasperu. Následně studovala v Miami a později také v New Yorku.

## Kariéra
Před kamerou se poprvé objevila v roce 1992, konkrétně v televizním filmu One stormy night. Následně hrála především epizodní role v televizních seriálech. K nim patří 6 dílů seriálu Beverly Hills 90210 a 4 díly seriálu 24 hodin. Objevila se také v seriálech Dr. House, Kriminálka Las Vegas nebo Ztraceni.
Kromě seriálů si zahrála i v několika filmech, ke kterým patří Nová noční můra, Hra snů nebo Mission: Impossible III.

## Filmografie

### Filmy
- 1994 – Nová noční můra
- 1995 – Milestone
- 1999 – Hra snů
- 2004 – Zabiji Nixona
- 2006 – Mission: Impossible III, El Cortez
- 2008 – Každý má svůj sen
- 2010 – Boy Wonder

### Televizní filmy
- 1992 – One stormy night
- 1995 – 87. okrsek: Postrach
- 1997 – Za každou cenu
- 2002 – Tunel času, Shadow Realm
- 2004 – Perfektní manžel

### Seriály
- 1993 – Tak jde čas
- 1993–1994 – Beverly Hills 90210
- 1995 – McKenna, The Client
- 1996 – To je vražda, napsala, Star Trek: Stanice Deep Space Nine (jako Tora Ziyal v epizodě „Z přesvědčení“)
- 1997 – Dotek anděla, Pervesions of Science
- 1997–2002 – Advokáti
- 1998 – Doktoři z L.A.
- 1999 – Nemocnice Chicago Hope, Milénium, Angel, Ally McBealová
- 2000 – Akta X
- 2001 – Rodinné právo, Gideon's Crossing, Odpočívej v pokoji
- 2002 – JAG, Možná už zítra, Strážkyně zákona, Noční přízraky, 24 hodin
- 2003 – Alias, Ten, kdo tě chrání, Kriminálka Las Vegas
- 2004 – Odložené případy, Lékařské záhady
- 2005 – Dr. House
- 2006 – Beze stopy
- 2007 – Žralok, Ztraceni, Zákon a pořádek
- 2009 – Kriminálka Las Vegas, Sběratelé kostí
- 2010 – Mentalista, Impérium – Mafie v Atlantic City, Námořní vyšetřovací služba

## Osobní život
Jejím manželem je spisovatel Franz Wisner, se kterým má dvě děti.